# تيد إف. شرودر
تيد إف. شرودر هو سياسي أمريكي، ولد في 3 سبتمبر 1902 في واشنطن في الولايات المتحدة، وتوفي في 30 أبريل 1979. انتخب عضو مجلس ولاية واشنطن ‏.